# 冰島陰莖博物館
冰島陰莖博物館是位於冰島的首都雷克雅維克市的自然史博物館，為全球收藏最多陰莖的性博物館，於1997年由冰島歷史學家哈特森創立。博物館總共收藏約280件陰莖標本，來自93種動物（大部分是住在冰島上和冰島沿海和外海的海洋哺乳動物），包括鯨魚的陰莖55件、海豹等鰭足類動物陰莖36件、陸生動物陰莖118件。館內也展示冰島神話中的精靈Huldufólk和洞穴巨人Troll的陰莖目錄。2011年7月，博物館收集到的第一件人類陰莖，是一位95歲冰島人艾拉森（Pall Arason）的陰莖，但由於保存狀況不良，哈特森希望將來會有人贈與“一個更年輕更大更好的陰莖”。2014年，美國男子喬納·福爾肯表示願意死後捐出其勃起時長度達34公分的陰莖予博物館。
陰莖博物館已成為冰島一個受歡迎的旅遊景點，每年約有萬名遊客參訪，也受到國際媒體的關注。博物館尋求人類陰莖的過程也被拍攝成一部名為《The Final Member》的加拿大紀錄片。

## 歷史

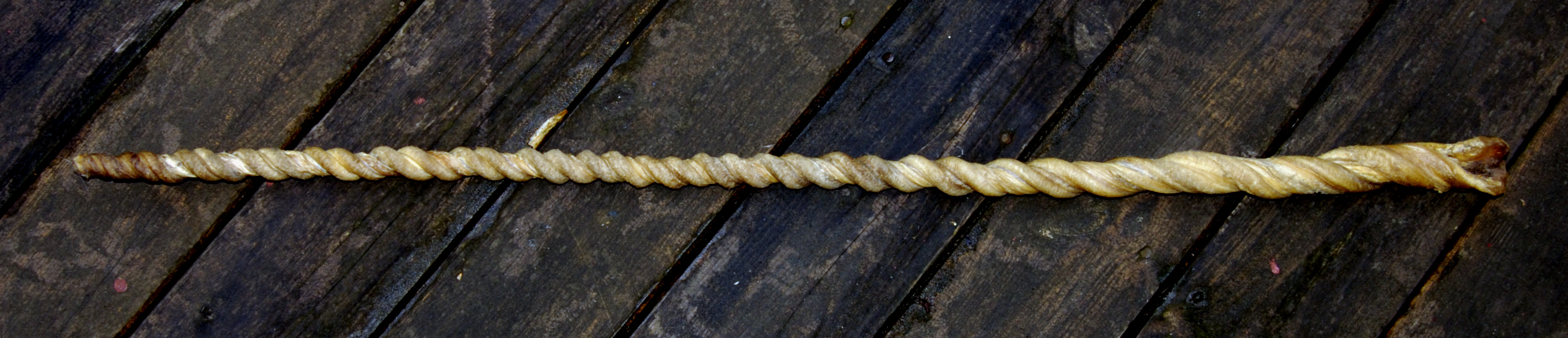
一條被做成牛鞭的公牛陰莖

冰島陰莖博物館是由冰島歷史學家哈特森（Sigurður Hjartarson，1941-）於1997年創辦的，他曾在冰島的哈姆拉里德學院任教歷史及西班牙語37年。哈特森自從1974年得到一件朋友贈送的乾燥公牛陰莖後，開始收集各種動物的陰莖，其中一部分是捕鯨後所剩下的鯨魚陰莖，且儘管在1986年國際捕鯨委員會禁止商業捕鯨後，他仍不停收集擱淺鯨魚的陰莖，也有一部分是由漁民所提供的海豹或小型鯨類的陰莖。陸上哺乳類則來自屠宰場宰殺動物後所剩下的器官。此外，他還曾獲得漁民在西峽灣區的浮冰上發現的北極熊的陰莖。

哈特森雖然也得到家人的支持，並將他的愛好視為無害的怪癖，但偶爾也會發生令人尷尬的事情，其女索爾傑聚爾（Þorgerður）曾替她父親到屠宰場拿取陰莖，當時有工人詢問她所拿的東西，她不得不說「我正在收集一隻冷凍的山羊陰莖」。在那之後，索爾傑聚爾表示她再也不會幫她父親收集這些陰莖。但哈特森曾表示：
|  | 收集陰莖就像收集任何東西一樣，你永遠不會停止；你永遠無法滿足，你總能得到一件新的、一件更好的。 |

哈特森原將陰莖收藏於哈姆拉里德學院的辦公室中，直到他自教職退休後，決定將他的收藏在冰島公開展出，還獲得雷克雅維克市議會撥款200,000冰島克朗的支持，最終於1997年8月創立陰莖博物館。博物館原設在冰島東北部漁村胡薩維克的一棟小樓內，居民起初對樓外放置的巨型木製陰莖存疑，直到哈特森說服他們了解博物館內並無任何色情含意和內容後才逐漸被接受。

2012年，哈特森將博物館交由其子鹿‧吉斯利‧西古德松（Hjörtur Gísli Sigurðsson）經營，西古德松曾是一家塑膠公司的物流經理，他將博物館搬遷至位於雷克雅維克Laugavegur的現址（胡薩維克舊址現為冰島探索博物館），並表示：
|  | 博物館自然對胡薩維克產生了很好的影響，這個小鎮被放在了世界地圖上。但我相信它搬遷至雷克雅維克後，將會吸引更多的人，這是為了能讓大多數人能夠享受到它，這也是在其他任何地方所感受不到的。 |

曾有德國富豪有意以3,000多萬冰島克朗買下博物館並轉往英國，遭西古德松拒絕，他堅持「博物館必須在冰島」。
根據冰島大學人類學家Sigurjón Baldur Hafsteinsson的說法，冰島人對陰莖博物館的容忍度是冰島社會自1990年以來發生巨大改變的一個指標，他認為是當時執政的新自由主義政府所培養出的開放氣氛，他在一本名為《Phallological museum》的書中提到，博物館在冰島文化中發揮的重要作用。

## 館藏
根據博物館官網，博物館共收藏約280件陰莖標本，來自93種動物，包括鯨魚、海豹等海洋哺乳類91件，陸上哺乳類118件。其中最大的陰莖屬於抹香鯨，重達70公斤、長170公分，該數據僅為陰莖的前部分，全長可能達到5公尺長、重350至450公斤，而最小的則是倉鼠的陰莖，僅有2毫米長，需透過放大鏡觀察。館內外也擺放木製的大型、小型陰莖，以裝飾和突顯館藏特色。
館內還有一區展示神話類的民俗文化，列表出精靈Huldufólk、洞穴巨人Troll、凱爾派、人魚、獨眼巨人等民間傳說動物的陰莖目錄。1985年，疑似冰島聖誕怪物的屍體在一座山腳下被發現，前雷克雅維克市長將其交送給博物館。
博物館的目的是為收集所有冰島哺乳類動物的陰莖，也收集使用陰莖所製作成的物品，如使用公牛陰莖所製成的燈罩、牛鞭等物，館內許多用來照射展品的燈具也是由公牛睪丸所製成。目前大部分館藏是由捐贈得來，唯一以購買所獲得的是一件大象陰莖，約有1公尺長，博物館使用福尔馬林浸泡後安裝在牆上展示。
博物館以多種方法保存陰莖標本，包括浸泡福尔馬林、乾燥、填充、醃製等方式。

## 外部連結
- 官方网站